# Dipotamiá
Dipotamiá (Dipotamia) är en ort i Grekland.   Den ligger i prefekturen Nomós Kastoriás och regionen Västra Makedonien, i den nordvästra delen av landet, 400 km nordväst om huvudstaden Aten. Dipotamiá ligger 945 meter över havet och antalet invånare är 456.
Terrängen runt Dipotamiá är huvudsakligen kuperad, men norrut är den platt. Runt Dipotamiá är det mycket glesbefolkat, med 4 invånare per kvadratkilometer. Närmaste större samhälle är Mesopotamía, 14,8 km öster om Dipotamiá. Trakten runt Dipotamiá består till största delen av jordbruksmark.